# Polysulfure de phénylène
Pour les articles homonymes, voir PPS.
Le poly(sulfure de phénylène) (PPS, de l'anglais « polyphenylene sulfide ») est un polymère semi-cristallin thermostable. Ce matériau hautes performances, de coût élevé, a été mis sur le marché en 1973 (nom commercial Ryton de Phillips Petroleum Co.).
Le point de fusion (Tf) est, comme la température de transition vitreuse (Tg), une grandeur physique qui caractérise la tenue en température. Le point de fusion de ce thioéther aromatique est de 288 °C, supérieur à celui du fluoropolymère ETFE (270 °C). La température d’utilisation en service continu est élevée (supérieure à 140 °C), comme pour les polysulfones (PSU) et les polymères à cristaux liquides (LCP).
Le PPS est généralement préparé par couplage nucléophile, la polycondensation du p-dichlorobenzène avec le sulfure de sodium, dans des solvants aprotiques tels la N-méthyl-2-pyrrolidone (NMP), s’écrit :
ClC6H4Cl  +  Na2S   →  1/n [C6H4S]n  +  2 NaCl.
Le polymère est extrudé par trempe sur roue pour produire des fibres.
Ce matériau thermoplastique montre une excellente fluidité aux températures de mise en forme, ce qui permet la fabrication de petites pièces complexes (tolérancées) pour l’industrie électronique.
La substance elle-même n’est pas électriquement conductrice, mais peut être rendue semi-conductrice par oxydation ou dopage.
Sa production mondiale annuelle avoisine les 50 000 tonnes.

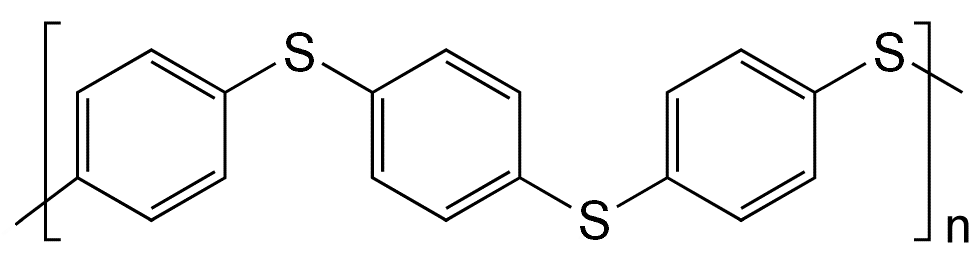
La stabilité thermique de ce polymère aromatique est très élevée.

## Commerce
En 2014, la France est nette importatrice de polysulfure de phénylène, d'après les douanes françaises. Le prix moyen à la tonne à l'import était de 4 900 €.